# Barèmes de l'impôt sur le revenu en France
Le barème de l'impôt sur le revenu en France est un ensemble de données numériques servant à calculer l'impôt sur le revenu des personnes physiques dans le système fiscal français. Il est déterminé chaque année dans la loi de finances. Le barème est constitué de plusieurs tranches : le taux de chaque tranche s'applique uniquement à la part des revenus dépassant le seuil de la précédente tranche, et non à la totalité des revenus. 
Les intervalles des revenus net imposables qui servent au calcul de l’impôt sont généralement augmentés pour tenir compte de l'inflation. Toutefois, les intervalles des revenus net imposables 2011, 2012 ou 2014 sont les mêmes que les intervalles des revenus net imposables 2010. En complément du barème en tant que tel, des dispositifs supplémentaires existent, notamment pour appliquer une « taxe sur les hauts revenus » ou bien une « taxe sur les très hauts revenus ».

## Explications

### Lecture des tableaux de barèmes
La première colonne des tableaux donne les intervalles de revenus du quotient familial.
Les taux indiqués ci-dessous n'incluent pas les prélèvements sociaux (CSG, CRDS, prélèvement social, prélèvement social additionnel, prélèvement de solidarité), dont le taux total va de 8 % sur les revenus du travail à 17,2 % sur ceux du capital.

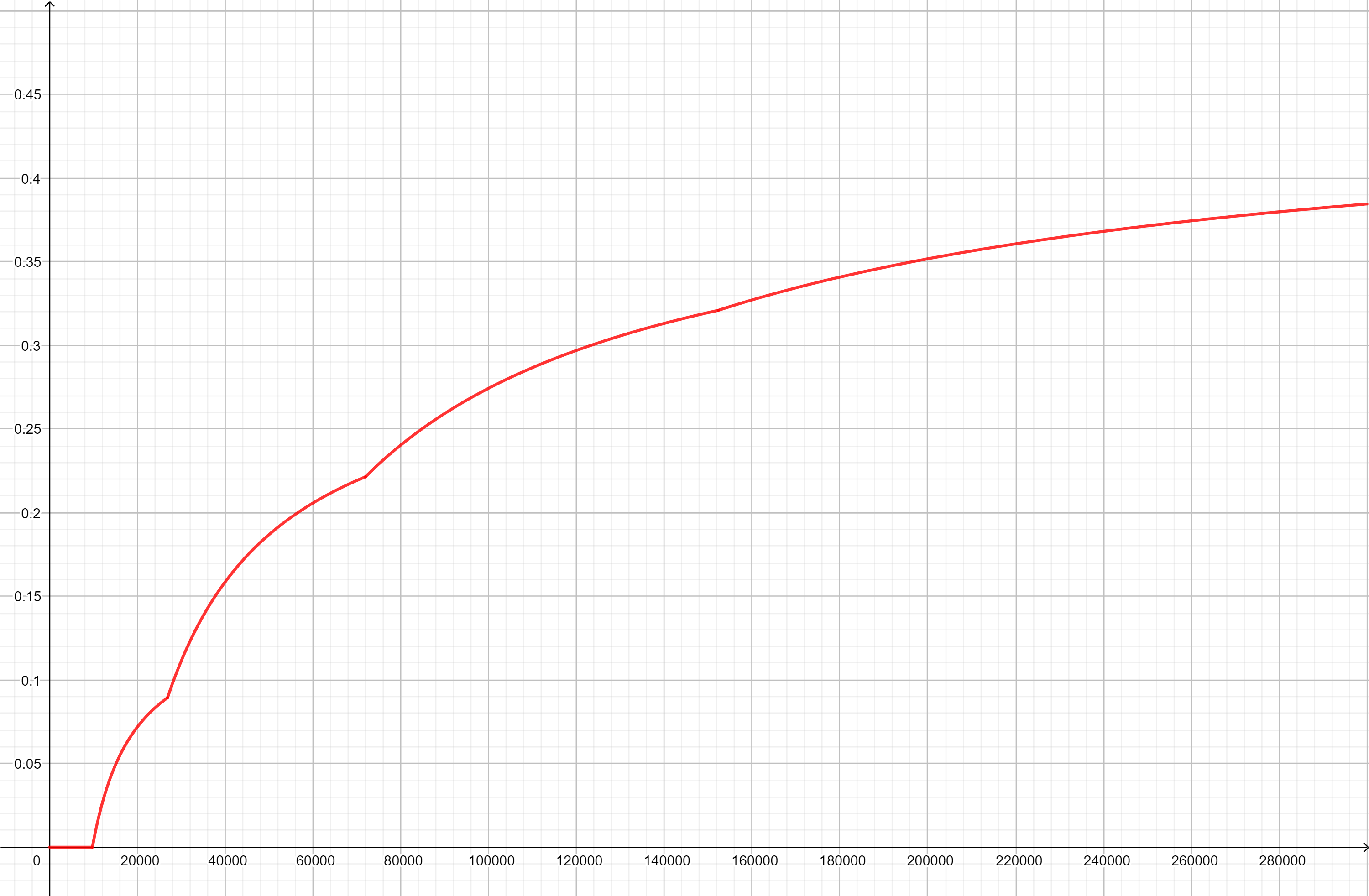
Taux d’imposition effectif (barème de 2016)

### Définition et exemples
{\displaystyle {\text{Imposition par tranche}}={\begin{cases}(\max -\min )*taux&{\text{si }}Revenu>max\\(Revenu-\min )*taux,&{\text{si }}Revenu<max\end{cases}}}
La taxe à payer est égale à la somme de l'imposition par tranche jusqu'à ce que le revenu soit inférieur au max de la tranche.

Par exemple, l’imposition sur un revenu net imposable en 2017 de 40 000 € selon le barème 2018 est de :

(9 807 - 0) × 0, soit 0 € pour la première tranche de 0 € à 9 807 €, non imposable ;

+ 

(27 086 - 9 807) × 0,14, soit 2 419 € pour les 14 % de la seconde tranche de 9 807 € à 27 086 € ;

+ 

(40 000 - 27 086) × 0,30, soit 3 874 € pour les 30 % de la troisième tranche de 27 086 € à 72 617 € ;

Finalement, l’imposition est donc de 0 + 2 419 + 3 874 = 6 293 € 

Soit une imposition effective de 15,73 % sur 40 000 € de revenu net imposable.

## Barème en vigueur
Le barème 2025 portant sur les revenus de l'année 2024 est le suivant : 
| Intervalles des revenus net imposable 2024 (euros) | Taux d'imposition (%) |
| -------------------------------------------------- | --------------------- |
| Jusqu'à 11 497 euros                               | 0 %                   |
| De 11 498 à 29 315 euros                           | 11 %                  |
| De 29 316 à 83 823 euros                           | 30 %                  |
| De 83 824 à 180 294 euros                          | 41 %                  |
| Au-dessus de 180 294 euros                         | 45 %                  |

## Barèmes historiques
Le barème 2024 portant sur les revenus de l'année 2023 est le suivant : 
| Intervalles des revenus net imposable 2023 (euros) | Taux d'imposition (%) |
| -------------------------------------------------- | --------------------- |
| Jusqu'à 11 294 euros                               | 0 %                   |
| De 11 295 à 28 797 euros                           | 11 %                  |
| De 28 798 à 82 341 euros                           | 30 %                  |
| De 82 342 à 177 106 euros                          | 41 %                  |
| Au-dessus de 177 106 euros                         | 45 %                  |

Le barème 2023 portant sur les revenus de l'année 2022 est le suivant : 
| Intervalles des revenus net imposable 2022 (euros) | Taux d'imposition (%) |
| -------------------------------------------------- | --------------------- |
| Jusqu'à 10 777 euros                               | 0 %                   |
| De 10 778 à 27 478 euros                           | 11 %                  |
| De 27 479 à 78 570 euros                           | 30 %                  |
| De 78 571 à 168 994 euros                          | 41 %                  |
| Au-dessus de 168 994 euros                         | 45 %                  |

Le barème 2022 portant sur les revenus de l'année 2021 est le suivant : 
| Intervalles des revenus net imposable 2021 (euros) | Taux d'imposition (%) |
| -------------------------------------------------- | --------------------- |
| Jusqu'à 10 225 euros                               | 0 %                   |
| De 10 226 à 26 070 euros                           | 11 %                  |
| De 26 071 à 74 545 euros                           | 30 %                  |
| De 74 546 à 160 336 euros                          | 41 %                  |
| Au-dessus de 160 336 euros                         | 45 %                  |

Le barème 2021 portant sur les revenus de l'année 2020 est le suivant : 
| Intervalles des revenus net imposable 2020 (euros) | Taux d'imposition (%) |
| -------------------------------------------------- | --------------------- |
| Jusqu'à 10 084 euros                               | 0 %                   |
| De 10 085 à 25 710 euros                           | 11 %                  |
| De 25 711 à 73 516 euros                           | 30 %                  |
| De 73 517 à 158 122 euros                          | 41 %                  |
| Au-dessus de 158 122 euros                         | 45 %                  |

Le barème 2020 portant sur les revenus de l'année 2019 est le suivant :
| Intervalles des revenus net imposable 2019 (euros) | Taux d'imposition (%) |
| -------------------------------------------------- | --------------------- |
| Jusqu'à 10 064 euros                               | 0 %                   |
| De 10 065 à 27 794 euros                           | 14 %                  |
| De 27 795 à 74 517 euros                           | 30 %                  |
| De 74 518 à 157 806 euros                          | 41 %                  |
| Au-dessus de 157 806 euros                         | 45 %                  |

Le barème 2019 portant sur les revenus de l'année 2018 est le suivant :
| Intervalles des revenus net imposable 2018 (euros) | Taux d'imposition (%) |
| -------------------------------------------------- | --------------------- |
| Jusqu'à 9 964 euros                                | 0 %                   |
| De 9 964 à 27 519 euros                            | 14 %                  |
| De 27 519 à 73 779 euros                           | 30 %                  |
| De 73 779 à 156 244 euros                          | 41 %                  |
| Au-dessus de 156 244 euros                         | 45 %                  |

Le barème 2018 portant sur les revenus de l'année 2017 est le suivant :
| Intervalles des revenus net imposable 2017 (euros) | Taux d'imposition (%) |
| -------------------------------------------------- | --------------------- |
| Jusqu'à 9 807 euros                                | 0 %                   |
| De 9 807 à 27 086 euros                            | 14 %                  |
| De 27 086 à 72 617 euros                           | 30 %                  |
| De 72 617 à 153 783 euros                          | 41 %                  |
| Au-dessus de 153 783 euros                         | 45 %                  |

Le barème 2017 portant sur les revenus de l'année 2016 est le suivant :
| Intervalles des revenus net imposable 2016 (euros) | Taux d'imposition (%) |
| -------------------------------------------------- | --------------------- |
| Jusqu'à 9 710 euros                                | 0 %                   |
| De 9 711 à 26 818 euros                            | 14 %                  |
| De 26 819 à 71 898 euros                           | 30 %                  |
| De 71 899 à 152 260 euros                          | 41 %                  |
| Au-dessus de 152 260 euros                         | 45 %                  |

Le barème 2016 portant sur les revenus de l'année 2015 est le suivant :
| Intervalles des revenus net imposable 2015 (euros) | Taux d'imposition (%) |
| -------------------------------------------------- | --------------------- |
| Jusqu'à 9 700 euros                                | 0 %                   |
| De 9 700 à 26 791 euros                            | 14 %                  |
| De 26 791 à 71 826 euros                           | 30 %                  |
| De 71 826 à 152 108 euros                          | 41 %                  |
| Au-dessus de 152 108 euros                         | 45 %                  |

Le barème 2015 portant sur les revenus de l'année 2014 est le suivant :
| Intervalles des revenus net imposable 2014 (euros) | Taux d'imposition (%) |
| -------------------------------------------------- | --------------------- |
| Jusqu'à 9 690 euros                                | 0 %                   |
| De 9 691 à 26 764 euros                            | 14 %                  |
| De 26 765 à 71 754 euros                           | 30 %                  |
| De 71 755 à 151 956 euros                          | 41 %                  |
| Au-dessus de 151 956 euros                         | 45 %                  |

Le barème 2014 portant sur les revenus de l'année 2013 est le suivant :
| Intervalles des revenus net imposable 2013 (euros) | Taux d'imposition (%) |
| -------------------------------------------------- | --------------------- |
| Jusqu'à 6 011 euros                                | 0 %                   |
| De 6 012 à 11 991 euros                            | 5,5 %                 |
| De 11 992 à 26 631 euros                           | 14 %                  |
| De 26 632 à 71 397 euros                           | 30 %                  |
| De 71 398 à 151 200 euros                          | 41 %                  |
| Au-dessus de 151 200 euros                         | 45 %                  |

Le barème 2013 portant sur les revenus de l'année 2012 est le suivant :
| Intervalles des revenus net imposable 2012 (euros) | Taux d'imposition (%) |
| -------------------------------------------------- | --------------------- |
| Jusqu'à 5 963 euros                                | 0 %                   |
| De 5 964 à 11 896 euros                            | 5,5 %                 |
| De 11 897 à 26 420 euros                           | 14 %                  |
| De 26 421 à 70 830 euros                           | 30 %                  |
| De 70 831 à 150 000 euros                          | 41 %                  |
| Au-dessus de 150 000 euros                         | 45 %                  |

Le barème 2011 et 2012 portant sur les revenus des années 2010 et 2011 est le suivant :
| Intervalles des revenus net imposable 2010 et 2011 (euros) | Taux d'imposition (%) |
| ---------------------------------------------------------- | --------------------- |
| Jusqu'à 5 963 euros                                        | 0 %                   |
| De 5 964 à 11 896 euros                                    | 5,5 %                 |
| De 11 897 à 26 420 euros                                   | 14 %                  |
| De 26 421 à 70 830 euros                                   | 30 %                  |
| Au-dessus de 70 830 euros                                  | 41 %                  |

Le barème 2010 portant sur les revenus de l'année 2009 est le suivant :
| Intervalles des revenus net imposable 2009 (euros) | Taux d'imposition (%) |
| -------------------------------------------------- | --------------------- |
| Jusqu'à 5 875 euros                                | 0 %                   |
| De 5 876 à 11 720 euros                            | 5,5 %                 |
| De 11 721 à 26 030 euros                           | 14 %                  |
| De 26 031 à 69 783 euros                           | 30 %                  |
| Au-dessus de 69 783 euros                          | 40 %                  |

Le barème 2009 portant sur les revenus de l'année 2008 est le suivant :
| Intervalles des revenus net imposable 2008 (euros) | Taux d'imposition (%) |
| -------------------------------------------------- | --------------------- |
| Jusqu'à 5 852 euros                                | 0 %                   |
| De 5 853 à 11 673 euros                            | 5,5 %                 |
| De 11 674 à 25 926 euros                           | 14 %                  |
| De 25 927 à 69 505 euros                           | 30 %                  |
| Au-dessus de 69 505 euros                          | 40 %                  |

Le barème 2008 portant sur les revenus de l'année 2007 est le suivant :
| Intervalles des revenus net imposable 2007 (euros) | Taux d'imposition (%) |
| -------------------------------------------------- | --------------------- |
| Jusqu'à 5 687 euros                                | 0 %                   |
| De 5 688 à 11 344 euros                            | 5,5 %                 |
| De 11 345 à 25 195 euros                           | 14 %                  |
| De 25 196 à 67 546 euros                           | 30 %                  |
| Au-dessus de 67 546 euros                          | 40 %                  |

Le barème 2007 portant sur les revenus de l'année 2006 est le suivant (à partir de cette date l'abattement de 20 % est intégré dans le barème, et n'est donc plus plafonné) :
| Intervalles des revenus net imposable 2006 (euros) | Taux d'imposition (%) |
| -------------------------------------------------- | --------------------- |
| Jusqu'à 5 614 euros                                | 0 %                   |
| De 5 615 à 11 198 euros                            | 5,5 %                 |
| De 11 199 à 24 872 euros                           | 14 %                  |
| De 24 873 à 66 679 euros                           | 30 %                  |
| Au-dessus de 66 679 euros                          | 40 %                  |

En une trentaine d'années (des années 80 aux années 2010), le plus fort taux d'imposition a baissé de 65 % (moins un abattement de 20%, soit 52%) à 45 % et le nombre de tranches a diminué de 14 à 5. Mais la CSG à 17,2% et une Contribution exceptionnelle sur les hauts revenus à 4 % ont été ajoutés séparément, portant le taux marginal total actuel à 66,2%.

## Contribution exceptionnelle sur les hauts revenus
Depuis 2011, une contribution exceptionnelle sur les hauts revenus est calculée selon le barème suivant
| Intervalles des revenus net imposable 2015 (euros) | Taux d'imposition (%) |
| -------------------------------------------------- | --------------------- |
| De 250 000 à 500 000 euros                         | 3 %                   |
| Au-dessus de 500 000 euros                         | 4 %                   |

## Taxe sur les très hauts revenus
La « taxe à 75 % », payée par les entreprises, avec un plafond fixé à 5 % du chiffre d'affaires est assise sur la fraction de la rémunération supérieure à un million d'euros. Cette taxe temporaire s'est appliquée aux revenus de 2013 et 2014. Le taux est de 50 % et avec les cotisations sociales, elle atteint 75 %. La taxe ne rapporte que 420 millions (pour comparaison avec les 75 milliards de recettes en 2014 de l'impôt sur le revenu). Selon Le Figaro, elle aura eu pour conséquence l'exil à l'étranger de dirigeants d'entreprises, la délocalisation de certains services d'entreprises du CAC 40 et donc la disparition de l'apport de ces contribuables au PIB, selon Les Echos il s'agit de personnalités dont les revenus dépassent 100 fois le SMIC, telles que Bernard Arnault, Gérard Depardieu ou des stars du football, et qui ont finalement obtenu la suppression de cette taxe.

## Recettes fiscales générées par l’impôt sur le revenu
Sur la  base des barèmes détaillés ci-dessus, le montant de l’impôt sur le revenu versé à l'Etat était de 72 milliards € en 2018 (PLF 2018). 
À titre de comparaison avec les plus grands impôts et contributions : 
- TVA : 152,8 Md€ ;
- CSG 2017 : 99 Md€ ;
- impôts sur les sociétés : 25 Md€.

L'impôt sur le revenu est la 3e plus grande contribution aux recettes publiques. Toute modification des barèmes se répercute dans le montant collecté.   